# Butyronitril
Butyronitril (ook wel n-butyronitril of n-propylcyanide) is een organische verbinding met als brutoformule C4H7N. De stof komt voor als een licht ontvlambare en giftige vloeistof met een amandelachtige geur, die slecht oplosbaar is in water.

## Voorkomen
In 2009 werden butyronitril en ethylformiaat gedetecteerd in de moleculaire wolk Sagittarius B2 nabij het centrum van de Melkweg. Deze moleculen behoorden tot de meest complexe die tot dan in de interstellaire ruimte waren waargenomen.

## Synthese
Butyronitril kan bereid worden door de hydrocyanering van propeen: dit is de additie van waterstofcyanide (blauwzuur) aan propeen.
Een andere mogelijkheid is de ammoxidatie van butyraldehyde of 1-butanol. Dit is de reactie van butyraldehyde of butanol met ammoniak in de aanwezigheid van zuurstofgas en een geschikte katalysator.
Butyronitril kan ook bereid worden met de Kolbe-nitrilsynthese door reactie tussen 1-propylbromide en natriumcyanide.

## Toepassingen
Butyronitril is een bouwsteen van amprolium, een diergeneeskundig middel voor pluimvee. Het wordt ook soms gebruikt als oplosmiddel.